# Брихтрик
Бри́хтрик, сын А́лгара (англ. Brictric son of Algar, фр. Brihtrik; XI век) — саксонский тэн, крупный землевладелец в Уэст-Кантри, земли которого перечислены в Книге Страшного суда 1086 года.

## Биография
В «Завоевателе» Васа и других источниках говорится о том, что в юности Брихтрик отверг домогательства Матильды Фландрской (ок. 1031—1083), ставшей впоследствии женой короля Вильгельма Завоевателя. Якобы Брихтрик прибыл во Фландрию в качестве посланника английского короля Эдуарда Исповедника к отцу Матильды Бодуэну и при этом отказался на ней жениться. Неизвестно, насколько эта история правдива, но много лет спустя, когда Матильда выступала в роли регентши Вильгельма Завоевателя в Англии, ею были конфискованы земельные владения Брихтрика, а сам он брошен в тюрьму, где и скончался.
После смерти королевы в 1083 году, земли перешли по наследству её старшему сыну английскому королю Вильгельму II Рыжему (1087—1100), который пожаловал их Роберту Фиц-Хэмону (ум. 1107), покорителю Гламоргана. Дочь и единственная наследница Роберта Мод Фиц-Роберт принесла земли в качестве приданого Роберту, 1-му графу Глостеру (до 1100—1147), сыну короля Генриха I (1100—1135) и внуку Матильды. Таким образом, земли Брихтрика превратились в феод Глостеров.

## Земельные владения
Владения Брихтрика находились в нескольких графствах Уэст-Кантри и в других районах Англии. В «Книге Страшного суда» он лишь изредка именуется полной формой «сыном Алгара», поэтому не всегда можно достоверно определить, о владениях какого Брихтрика идёт речь. Исключение составляют те случаи, когда он может быть однозначно идентифицирован благодаря тому, что известно о дальнейшем владении удела потомками Матильды и/или баронами Глостерами. Феодальные владения Глостеров были одними из крупнейших в королевстве, в книге баронских владений (Cartae Baronum) от 1166 года за ними числятся 279 рыцарских надела.

### Девон
Владения Брихтрика перечислены в первой главе «Книги Страшного суда», которая называется Terra Regis (Королевские земли) под следующим латинским заголовком: Infra scriptas terras tenuit Brictric post Regina Mathildis («Ниже перечислены земли, принадлежавшие Брихтрику, затем Королеве Матильде»). Эти владения включают в себя:
- Нортлью[англ.] (Levia)
- Халвилл[англ.] (Halgewelle)
- Кловелли[англ.] (Clovelie)
- Бидефорд[англ.] (Bedeford)
- Литлхем[англ.] (Liteham)
- Лангтри[англ.] (Langetrev)
- Идсли[англ.] (Edeslege)
- Уинкли[англ.] (Wincheleie)
- Ашрейни[англ.] (Aisse)
- Лапфорд[англ.] (Slapeford)
- Хай-Бикингтон[англ.] (Bichentone)
- Морчард-Бишоп[англ.] (Morchet)
- Холкомби-Бёрнелл[англ.] (Holecu_be)
- Халбертон[англ.] (Halsbretone)
- Ашпрингтон[англ.] (Aisbertone)